# Himamaylan
Himamaylan est une localité de la province du Negros occidental, aux Philippines. En 2015, elle compte 106 880 habitants.

## Démographie
Jumelages
   

La ville est jumelée avec la ville d'Ans en Belgique . 